# Эса де Кейрош, Жозе Мария
Жозе́ Мари́я де Э́са де Кейро́ш (порт. José Maria de Eça de Queiroz, Повуа-ди-Варзин; 25 ноября 1845 — 16 августа 1900, Париж), также встречается вариант фамилии Эса ди Кейрош, — португальский писатель, журналист и дипломат.

## Биография
Изучал юриспруденцию в Коимбрском университете, публиковал в местной газете роман с продолжением. Много путешествовал по миру: в 1869—1870 годах был в Египте, присутствовал при открытии Суэцкого канала (эти впечатления нашли отражение в некоторых его произведениях), затем был португальским консулом в Гаване. Большую часть последующей жизни Эса де Кейрош провёл в Великобритании и Франции, будучи консулом Португалии сперва в Ньюкасле (с 1874 года), затем в Бристоле и, наконец, (с 1888 года) в Париже, где он и умер от туберкулёза.

## Творчество и признание
Романы Эсы де Кейроша — прежде всего, «Преступление падре Амару» (порт. «О crime de padre Amaro»; 1874, переработанное изд. 1880), «Кузен Базилио» (О primo Basílio; 1879) и «Семейство Майя» (Os Maias; 1879) — пользовались общеевропейским успехом. Его числили в первых рядах прозаиков-реалистов; Эмиль Золя ставил его выше Флобера, в других источниках Эсу де Кейроша называли «португальским Золя». На испанский его переводил Р. дель Валье-Инклан, один из ведущих авторов поколения конца XIX века, на английский — Рой Кемпбелл. В России его высоко ценили Максим Горький и Владимир Короленко. О. А. Овчаренко указала на предположение М. М. Кораллова о том, что роман Кейроша «Реликвия» мог оказать влияние на роман «Мастер и Маргарита» М. А. Булгакова. С произведением Булгакова роман Кейроша сближают не только страницы, посвящённые Христу, но и само сочетание евангельской темы с пикареской. Есть у португальского автора и «девственный человек» — Теодорико, и учёный немец — Топиус, в какой-то мере Берлиоз. Появляется в романе Кейроша и дьявол, который, в отличие от булгаковского, в романе большой роли не играет.
Основной темой его произведений является социальная критика современности. Нередко Кейрош использует язык сатиры. Кейрош  сравнивается критиками с Пастернаком. Стиль произведений Кейроша в основном описывается как «португальский реализм». Начал с публикации отрывочных произведений в «Газете Португалии» (порт. "Gazeta de Portugal") во время учёбы в университете Коимбры, после его смерти они были собраны в одну книгу под названием «Варварские заметки» (порт. Prosas Bárbaras) . Первым заметным его произведением стало «Преступление падре Амару», или «Преступление отца Амару» (порт. О crime de padre Amaro; 1874), которое было написано во время исполнения им должности муниципального администратора провинции Лейрия (порт. Leiria. (Также это произведение имеет отношение к так называемому «Вопросу Коимбры» (порт. Questão Coimbrã.)). Хотя сам писатель пребывал под влиянием прудонизма и характеризовал себя как «опечаленного анархиста», его сын стал одним из видных деятелей фашистского режима Салазара, а также создателем португальского телевидения.

## Экранизации
- 2002 — «Тайна отца Амаро», реж. Карлос Каррера. В главной роли — Гаэль Гарсиа Берналь. Фильм номинирован на премию «Оскар» как «лучший фильм на иностранном языке»
- 2009 — «Причуды одной блондинки», реж. Мануэл де Оливейра